# Samantha Droke

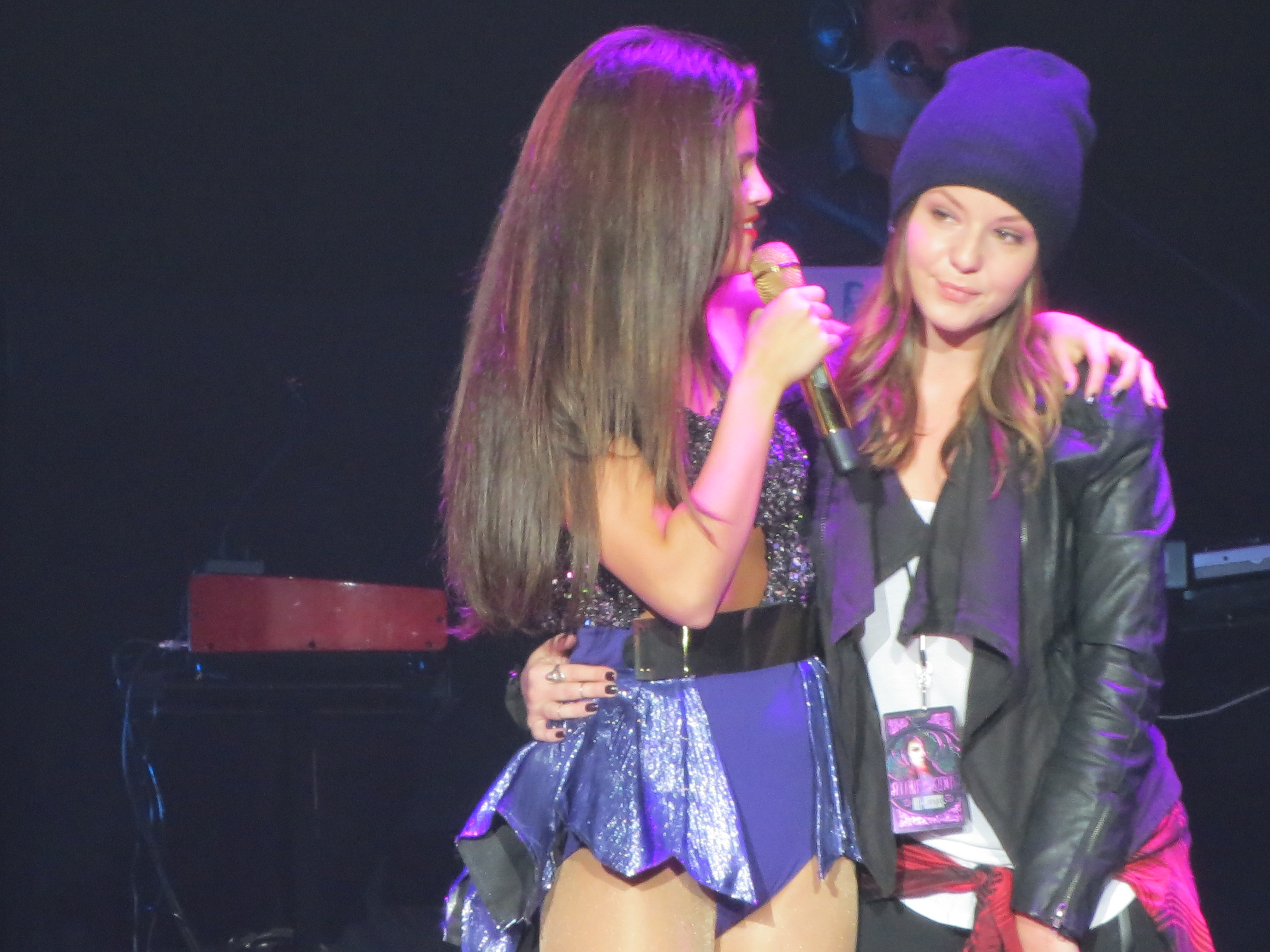
Selena Gomez und Samantha Droke (2013)

Samantha Raye Droke (* 8. November 1987 in De Leon, Texas) ist eine US-amerikanische Schauspielerin.

## Leben und Karriere
Samantha Droke wurde in De Leon im US-Bundesstaat Texas geboren. Ihr Filmdebüt hatte sie in der Rolle der Jenny, eines jungen Mädchens, das bei ihrem Großvater leben muss, nachdem ihre Mutter gestorben ist, in dem Film Truce neben Buck Taylor. Es folgten mehrere kleine Rollen in Fernsehserien wie Gilmore Girls, Hotel Zack & Cody, Eastwick und CSI: Den Tätern auf der Spur. 2009 war sie neben Selena Gomez und Demi Lovato in einer größeren Rolle als Brooke im Disney Channel Original Movie Prinzessinnen Schutzprogramm zu sehen.

## Filmografie
- 2005: Truce
- 2005: Jane Doe: The Wrong Face (Fernsehfilm)
- 2006: Faceless (Fernsehfilm)
- 2006: Don’t Be Scared
- 2006: Gilmore Girls (Fernsehserie, eine Folge)
- 2007: Arwin! (Fernsehfilm)
- 2007: Einfach Cory (Cory in the House, Fernsehserie, eine Folge)
- 2007: Hotel Zack & Cody (The Suite Life of Zack & Cody, Fernsehserie, eine Folge)
- 2007: Ein Nachbar zum Verlieben? (The Neighbor)
- 2008: Horton hört ein Hu! (Horton Hears a Who!)
- 2008–2011: Poor Paul (Fernsehserie, 39 Folgen)
- 2009: Prinzessinnen Schutzprogramm (Princess Protection Program, Fernsehfilm)
- 2009: Eastwick (Fernsehserie, drei Folgen)
- 2009: Boo! (Kurzfilm)
- 2010: CSI: Den Tätern auf der Spur (CSI: Crime Scene Investigation, Fernsehserie, eine Folge)
- 2010: Medium – Nichts bleibt verborgen (Medium, Fernsehserie, eine Folge)
- 2011: Seconds Apart
- 2011: The Secret Life of the American Teenager (Fernsehserie, zwei Folgen)
- 2011: God Bless America
- 2014: Sins of Our Youth
- 2015: Cleveland Abduction (Fernsehfilm)
- 2016: Tempus
- 2019: Rising Free